# Mîkolaiivske, Novhorod-Siverskîi
Mîkolaiivske (în ucraineană Миколаївське) este un sat în comuna Mîhalciîna-Sloboda din raionul Novhorod-Siverskîi, regiunea Cernihiv, Ucraina.

## Demografie
Componența lingvistică a localității Mîkolaiivske
     Rusă (100%)
Conform recensământului din 2001, toată populația localității Mîkolaiivske era vorbitoare de rusă (100%).